# Salomé Afonso
Salomé Afonso (Lisboa, 19 de noviembre de 1997) es una deportista portuguesa que compite en atletismo, especialista en las carreras de mediofondo. Ganó dos medallas en el Campeonato Europeo de Atletismo en Pista Cubierta de 2025, plata en 1500 m y bronce en 3000 m.

## Palmarés internacional
| Campeonato Europeo en Pista Cubierta | Campeonato Europeo en Pista Cubierta | Campeonato Europeo en Pista Cubierta | Campeonato Europeo en Pista Cubierta |
| Año                                  | Lugar                                | Medalla                              | Prueba                               |
| ------------------------------------ | ------------------------------------ | ------------------------------------ | ------------------------------------ |
| 2025                                 | Apeldoorn (Países Bajos)             | Medalla de plata                     | 1500 m                               |
| 2025                                 | Apeldoorn (Países Bajos)             | Medalla de bronce                    | 3000 m                               |